# Houdremont
Houdremont is een dorpje in de Belgische provincie Namen en een deelgemeente van Gedinne. Het is het meest zuidelijk dorpje van de gemeente, bijna vijf kilometer ten zuiden van Gedinne-centrum. Tot 1 januari 1977 was het een zelfstandige gemeente.

## Demografische ontwikkeling
- Bronnen:NIS, Opm:1831 tot en met 1970=volkstellingen, 1976= inwoneraantal op 31 december